# ماتياس كورور
ماتياس كورور (بالفرنسية: Mathias Coureur)‏ (22 مارس 1988 بفور دو فرانس في فرنسا - ) هو لاعب كرة قدم فرنسي في مركز الوسط. شارك مع منتخب مارتينيك لكرة القدم. أما مع النوادي، فقد لعب مع أتليتيكو بالياريس ونادي أوريويلا ونادي بوفيه ونادي تشيرنو مور فارنا ونادي غويونيون ونادي نانت وHuracán Valencia CF ‏ وGolden Lion FC ‏.

## روابط خارجية
- ماتياس كورور على موقع اتحاد تركيا (لاعب) (الإنجليزية)
- ماتياس كورور على موقع دوري كوريا الجنوبية (الإنجليزية)
- ماتياس كورور على موقع قاعدة بيانات كرة القدم.إي يو (الإنجليزية)
- ماتياس كورور على موقع ناشيونال فوتبول تيمز (الإنجليزية)
- ماتياس كورور على موقع Soccerway.com (الإنجليزية)
- ماتياس كورور على موقع عالم كرة القدم.نت (الإنجليزية)
- ماتياس كورور على موقع AS.com (الإسبانية)